# برج أرينكو
برج أرينكو هو برج تجاري مكون من 46 طابقًا في مدينة دبي للإعلام في دبي، الإمارات العربية المتحدة . بطول 243.8 م (800 قدم)، صمم المبنى من قبل شركة أرينكو للاستشارات المعمارية والهندسية. وطور من قبل شركة النخرة للمقاولات ذ.م.م. بدأ تشييد المبنى في عام 2005. وانتهى منه في عام 2008.

## الأحداث
في فبراير 2017، أقتحم مكتب أحد مستأجري المبنى، وهي شركة Exential Commercial Brokers، التي تخضع للتحقيق بتهمة الاحتيال، مما أثار مخاوف من التلاعب بالأدلة في القضية.